# Wang Shanshan
Dans ce nom chinois, le nom de famille, Wang, précède le nom personnel.
Pour les articles homonymes, voir Wang (patronyme).
Wang Shanshan (chinois : 王珊珊 ; pinyin : Wáng Shānshān), née le 27 janvier 1990 à Luoyang, est une footballeuse internationale chinoise. Elle évolue au poste d'attaquante au Beijing BG Phoenix et sein de l'équipe nationale depuis 2012.

## Biographie
Elle participe à la Coupe du monde 2015, aux Jeux olympiques d'été de 2016, à la Coupe d'Asie 2018.
Elle marque neuf buts en 29 minutes contre le Tadjikistan lors des Jeux asiatiques de 2018.
Elle fait partie des 23 joueuses retenues afin de participer à la Coupe du monde 2019 organisée en France